# Tjukotskaja jesdovaja

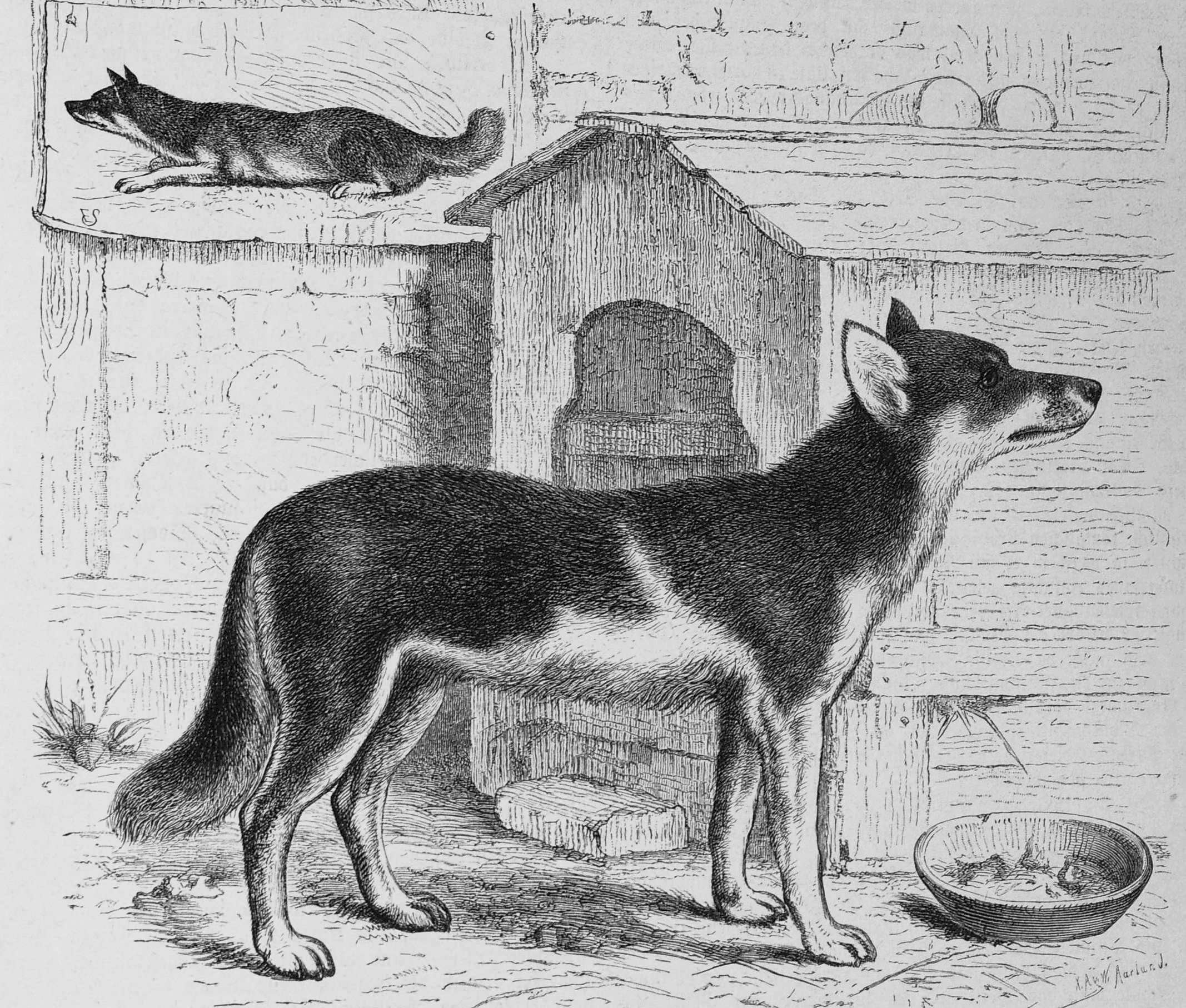
Tschuktschenhund på Halles zoo från den tyska tidskriften Die Gartenlaube 1882.

Tjukotskaja jesdovaja (Чукотская ездовая) är en hundras från östra Sibirien i Ryssland. Den är en polarspets med ursprung i Tjuktjien, där den är tjuktjernas traditionella slädhund. Jesdovaja betyder just slädhund. Det är tjukotskaja jesdovaja som är originalet till den amerikanska rasen siberian husky.
Rasen är ännu inte erkänd av den ryska kennelklubben Rossijskaja Kinologitjeskaja Federatsija (RKF) men det pågår ett arbete att konsolidera rasen och skriva en rasstandard.